# Château de Montaubois
Le  Château de Montaubois est un château de villégiature construit fin du XVIIIe siècle dans la commune de Signy-l'Abbaye, dans le département des Ardennes.

## Histoire
En l'an 1793, après la Révolution, le château est construit avec les pierres, les pavages et les bois venant du démantèlement et de la vente des matériaux de l'Abbaye Notre-Dame de Signy, vendue aux enchères en 1793.
Le Baron Ernest-Antoine Seillière a été propriétaire du château de Montaubois à Signy-l’Abbaye dans les Ardennes.
Lors de la deuxième guerre mondiale, le général Patton y a séjourné lorsque le château était l'hôpital de campagne des armées américaines lors de la bataille des Ardennes.
En 1980, un couple de Rémois rachète le château en ruine et le restaure.

## Utilisation actuelle
Le Château de Montaubois propose des salles de réception, des chambres d'Hôtes et des visites historiques.

## Architecture

### La chapelle Baroque

La chapelle Baroque
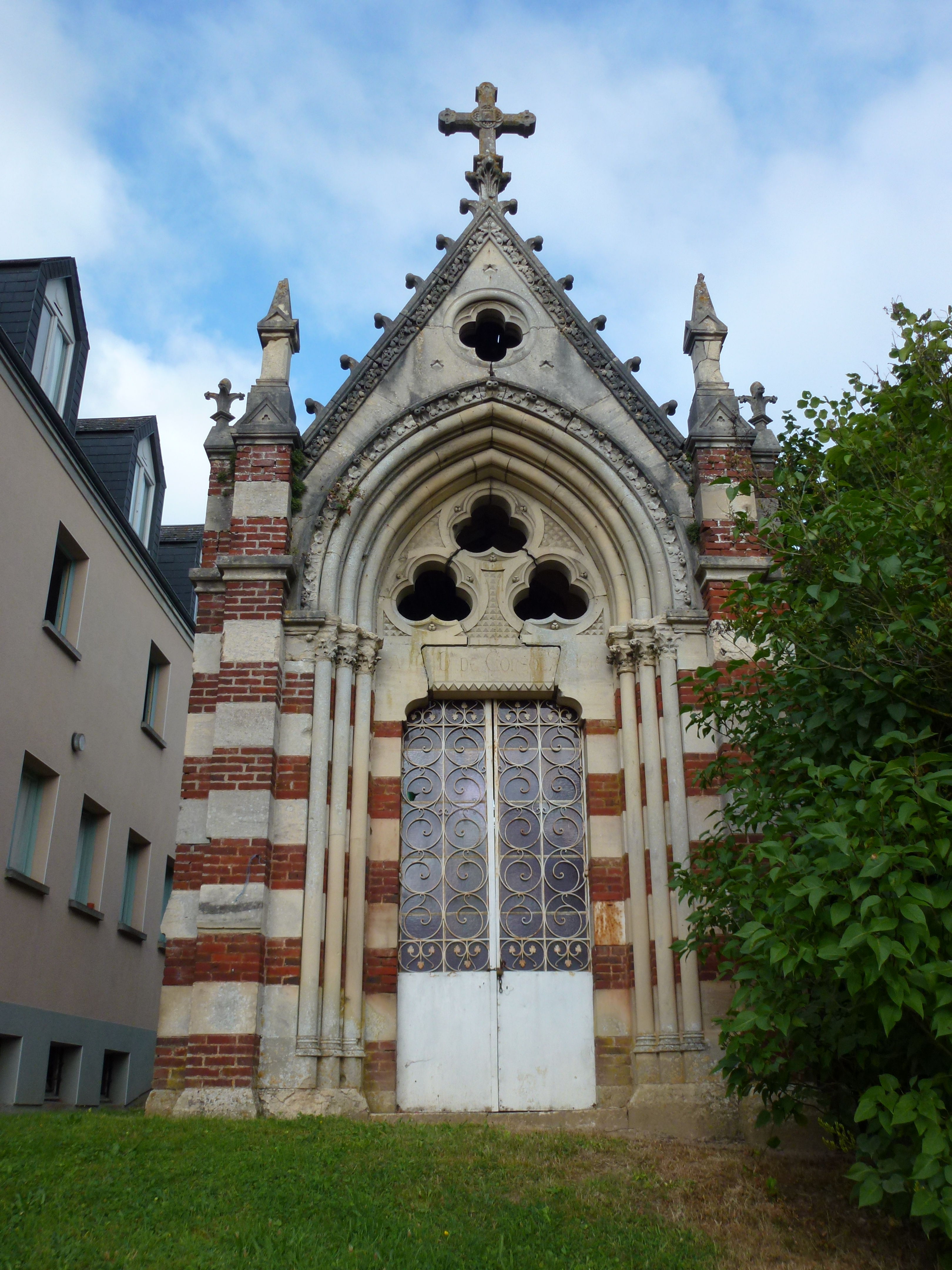